# کاظم شهبازی
کاظم شهبازی (زاده ۱۳۳۷ - درگذشته ۱۹ تیر ۱۳۸۴) فیلم‌بردار سینما و تصویربردار تلویزیون اهل ایران بود.

## زندگی‌نامه
شهبازی در سال ۱۳۳۷ به دنیا آمد و پس از فارغ‌التحصیل شدن از دانشکده صدا و سیما در بخش نورپردازان سازمان مشغول به کار شد. از تولیدات تلویزیونی وی می‌توان به سریال‌های شب دهم، رودی تا بهشت و ابی مثل دریا اشاره کرد. شهبازی تولید فیلم‌های سینمایی از کنار هم می‌گذریم، پرپرواز و ازدواج به سبک ایرانی را در کارنامه فعالیت‌های هنری خود دارد. آخرین فیلم شهبازی قتل آنلاین نام دارد. شهبازی ساعت ۲ بامداد روز یکشنبه ۱۹ تیرماه ۱۳۸۴ در اثر ایست قلبی در سن ۴۸ سالگی درگذشت.

## فیلم‌برداری

### سینمایی
- قتل آنلاین (۱۳۸۴ مدیر فیلمبرداری)
- ازدواج به سبک ایرانی (۱۳۸۳ مدیر فیلمبرداری)
- از کنار هم می‌گذریم (۱۳۷۹ مدیر فیلمبرداری)
- پر پرواز (۱۳۷۹ مدیر فیلمبرداری)
- دایان باخ (۱۳۷۱ دستیار فیلمبردار)
- مدرسه پیرمردها (۱۳۷۰ فیلمبردار)
- راه و بیراه (۱۳۷۰ گروه فنی فیلمبرداری)
- فانی (۱۳۶۸ گروه فنی فیلمبرداری)

### مجموعه تلویزیونی
- شب دهم (۱۳۸۰)
- رودی تا بهشت
- ابی مثل دریا (۱۳۸۱)

## سایر فعالیت‌ها
- افق (۱۳۶۷ دستیار کارگردان)
- پرواز در شب (۱۳۶۵ منشی صحنه)